# Landkreis Kaiserslautern

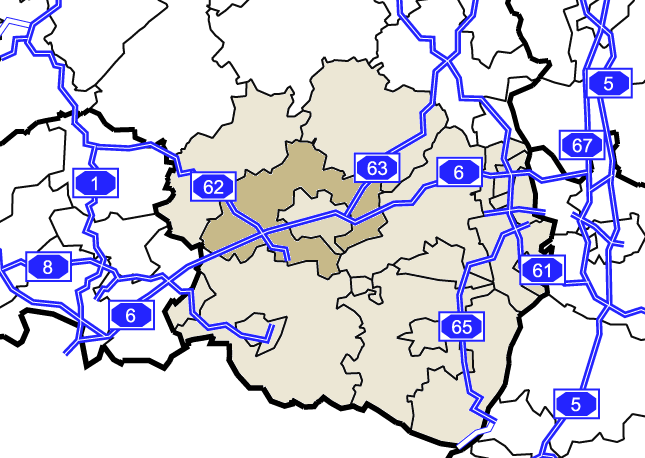
Snelwegen in Landkreis Kaiserslautern

Landkreis Kaiserslautern  is een landkreis in de Duitse deelstaat Rijnland-Palts. De Landkreis telt 106.320 inwoners (31 december 2020) op een oppervlakte van 639,85 km². Het bestuur zetelt in de stad Kaiserslautern die als Kreisfreie Stadt zelf geen deel uitmaakt van de Landkreis.

## Steden en gemeenten
(Inwoners op 31 december 2020)
Verbandsgemeinden met hun bijbehorende gemeenten:
(Bestuurszetel van de Verbandsgemeinde *)
- 1. Verbandsgemeinde Bruchmühlbach-Miesau (10.433)

1. Bruchmühlbach-Miesau * (7.819)
2. Gerhardsbrunn (171)
3. Lambsborn (689)
4. Langwieden (267)
5. Martinshöhe (1.487)

- 2. Verbandsgemeinde Enkenbach-Alsenborn (19.752)

1. Enkenbach-Alsenborn * (7.088)
2. Fischbach (747)
3. Frankenstein (945)
4. Hochspeyer (4.622)
5. Mehlingen (3.850)
6. Neuhemsbach (939)
7. Sembach (1.155)
8. Waldleiningen (406)

- 3. Verbandsgemeinde Kaiserslautern-Süd ()
[Bestuurszetel: Kaiserslautern]

1. Krickenbach (1.199)
2. Linden (1.090)
3. Queidersbach (2.825)
4. Schopp (1.451)
5. Stelzenberg (1.202)
6. Trippstadt (2.870)

- 4. Verbandsgemeinde Landstuhl ()

1. Bann (2.226)
2. Hauptstuhl (1.160)
3. Kindsbach (2.441)
4. Landstuhl, Sickingenstad * (8.350)
5. Mittelbrunn (722)
6. Oberarnbach (436)

- 5. Verbandsgemeinde Otterbach-Otterberg (18.748)

1. Frankelbach (289)
2. Heiligenmoschel (588)
3. Hirschhorn/Pfalz (744)
4. Katzweiler (1.919)
5. Mehlbach (1.081)
6. Niederkirchen (1.837)
7. Olsbrücken (1.060)
8. Otterbach (4.073)
9. Otterberg, Stad * (5.309)
10. Schallodenbach (854)
11. Schneckenhausen (559)
12. Sulzbachtal (435)

- 6. Verbandsgemeinde Ramstein-Miesenbach (17.062)

1. Hütschenhausen (3.928)
2. Kottweiler-Schwanden (1.221)
3. Niedermohr (1.487)
4. Ramstein-Miesenbach, Stad * (7.981)
5. Steinwenden (2.445)

- 7. Verbandsgemeinde Weilerbach (14.353)

1. Erzenhausen (780)
2. Eulenbis (508)
3. Kollweiler (541)
4. Mackenbach (2.063)
5. Reichenbach-Steegen (1.406)
6. Rodenbach (3.216)
7. Schwedelbach (1.081)
8. Weilerbach * (4.758)

Bann ·
Bruchmühlbach-Miesau ·
Enkenbach-Alsenborn ·
Erzenhausen ·
Eulenbis ·
Fischbach ·
Frankelbach ·
Frankenstein ·
Gerhardsbrunn ·
Hauptstuhl ·
Heiligenmoschel ·
Hirschhorn ·
Hochspeyer ·
Hütschenhausen ·
Katzweiler ·
Kindsbach ·
Kollweiler ·
Kottweiler-Schwanden ·
Krickenbach ·
Lambsborn ·
Landstuhl ·
Langwieden ·
Linden ·
Mackenbach ·
Martinshöhe ·
Mehlbach ·
Mehlingen ·
Mittelbrunn ·
Neuhemsbach ·
Niederkirchen ·
Niedermohr ·
Oberarnbach ·
Olsbrücken ·
Otterbach ·
Otterberg ·
Queidersbach ·
Ramstein-Miesenbach ·
Reichenbach-Steegen ·
Rodenbach ·
Schallodenbach ·
Schneckenhausen ·
Schopp ·
Schwedelbach ·
Sembach ·
Steinwenden ·
Stelzenberg ·
Sulzbachtal ·
Trippstadt ·
Waldleiningen ·
Weilerbach